# اوفترینگ
اوفترینگ (به آلمانی: Oftering) یک منطقهٔ مسکونی در اتریش است که در ناحیه لینتس لند واقع شده‌است. اوفترینگ ۱۳٫۵۰ کیلومتر مربع مساحت دارد ۳۱۶ متر بالاتر از سطح دریا واقع شده‌است.